# Asteroideae
Las Asteroideae es una  subfamilia de angiospermas perteneciente a  la familia Asteraceae.

## Descripción
Son hierbas, matas o arbustos, más raramente árboles, a veces epifitas o aquáticos, perrenes o anuales. Las hojas son alternas u opuestas, enteras pero a veces muy divididas y nunca espinosas. Los capítulos son homo o heterogamos, con receptáculos nudos o paleáceos. Las flores, en número desde 1 hasta muchas, todas flosculadas o las centrales flosculadas y las periféricas liguladas, o muy raramente todas liguladas o con las exteriores bilabiadas. Las cipselas, glabras o peludas, tienen vilano o no, y, cuando lo hay, está compuesto por escamas o cerdas, o bien puede ser coroniforme o heteromorfo.

## Distribución
Cosmopólita, excepto en la Antártida.

## Subdivisiones
Con 1135 géneros y más de 16.000 especies, esta es la subfamilia con mayor riqueza de las Compuestas. Los géneros con mayor riqueza de especies son Senecio (1000), Eupatorium sensu lato (1200; 40 en sentido estricto), Helichrysum (600), Artemisia (550), Mikania (430), Baccharis (400), Verbesina (300), Ageratina (290), Bidens (235), Stevia (235), Anthemis (210), Erigeron (200), Pentacalia (200), Aster (180), Viguiera (180), Chromolaena (165), Gnaphalium (150), Solidago (150), Tanacetum (150), Olearia (130), Seriphidium (130), Ligularia (125), Achillea (115), Coreopsis (115), Anaphalis (110), Brickellia (110), Calea (110),  Koanophyllum (110), Blumea (100), Euryops (100), Pectis (100) y Wedelia (100).

### Supertribus
Se reconocen 3 supertribus dentro de esta subfamilia: Senecionodae, Asterodae y Helianthodae.

### Tribus
Incluye 20 tribus:
- Tribu Anthemideae
- Tribu Astereae
- Tribu Athroismeae
- Tribu Bahieae
- Tribu Calenduleae
- Tribu Chaenactideae
- Tribu Coreopsideae
- Tribu Eupatorieae
- Tribu Feddeae
- Tribu Gnaphalieae
- Tribu Helenieae
- Tribu Heliantheae
- Tribu Inuleae
- Tribu Madieae
- Tribu Millerieae
- Tribu Neurolaeneae
- Tribu Perityleae
- Tribu Polymnieae
- Tribu Senecioneae
- Tribu Tageteae